# Avlékété
Avlékété è un arrondissement del Benin situato nella città di Ouidah (dipartimento dell'Atlantico) con 6.899 abitanti (dato 2006).